# جاسپر (میشیگان)
جاسپر (به انگلیسی: Jasper) یک منطقهٔ مسکونی در ایالات متحده آمریکا است که در میشیگان واقع شده‌است. جاسپر ۴۱۲ نفر جمعیت دارد و ۲۲۴٫۰۳ متر بالاتر از سطح دریا واقع شده‌است.